# شهاب صادق‌زاده
شهاب صادق‌زاده (زاده ۸ فروردین ۱۳۷۳) بازیکن هندبال و عضو تیم ملی هندبال اهل ایران است. وی هم‌اکنون در تیم باشگاهی نفت بصره عراق بازی می‌کند.
وی سابقه بازی در تیم‌های باشگاه‌هایی شهرداری تبریز، منیزیوم فردوس، نیروی زمینی تهران، زاگرس اسلام‌آباد، فرازبام حائیز، ذغال سنگ طبس، سپاهان اصفهان، پلیمر خلیج فارس خرم‌آباد، مس کرمان، مجیس عمان و نفت بصره عراق را در کارنامه دارد.

## افتخارات
صادق‌زاده در سال ۱۳۹۴ با تیم منیزیوم فردوس قهرمان لیگ برتر هندبال شد. در سال ۱۳۹۷ تیم زاگرس اسلام‌آباد کرمانشاه نایب قهرمان لیگ برتر شد. در سال‌های ۱۴۰۰ و ۱۴۰۱ با تیم سپاهان اصفهان فاتح لیگ برتر شد. وی در سال ۲۰۲۱ در مسابقات بازی‌های کشورهای اسلامی در قونیه با تیم ملی هندبال ایران به عنوان سومی تیمی دست یافت و موفق به گردن آویز برنز شد.

## مسابقات
- حضور در لیگ برتر هندبال از سال ۱۳۹۱
- حضور در تیم ملی جوانان در سال ۲۰۱۴[۱۱][۱۵]
- حضور در تیم ملی بزرگسالان انتخابی المپیک دوحه در سال ۲۰۱۸
- حضور در جام جهانی سوئد لهستان در سال ۲۰۲۳[۴][۱۶]
- حضور بازی‌های آسیایی هانگژو ۲۰۲۲[۳]
- حضور در جام باشگاه‌های آسیا با تیم مس کرمان در سال ۲۰۲۱[۱۷][۱۸]
- حضور در جام باشگاه‌های آسیا اصفهان در سال ۲۰۲۳